# Kagganti Kaval, Channarayapatna
Kagganti Kaval là một làng thuộc tehsil Channarayapatna, huyện Hassan, bang Karnataka, Ấn Độ.